# Jonas Wiesen
Jonas Wiesen (18 de julio de 1996) es un deportista alemán que compitió en remo como timonel. Está casado con la también timonel Larina Hillemann.
Ganó cuatro medallas en el Campeonato Mundial de Remo entre los años 2013 y 2017, y una medalla de plata en el Campeonato Europeo de Remo de 2024.

## Palmarés internacional
| Campeonato Mundial | Campeonato Mundial        | Campeonato Mundial | Campeonato Mundial |
| Año                | Lugar                     | Medalla            | Prueba             |
| ------------------ | ------------------------- | ------------------ | ------------------ |
| 2013               | Chungju (Corea del Sur)   | Medalla de plata   | Dos con timonel    |
| 2014               | Ámsterdam (Países Bajos)  | Medalla de bronce  | Dos con timonel    |
| 2015               | Aiguebelette (Francia)    | Medalla de plata   | Dos con timonel    |
| 2017               | Sarasota (Estados Unidos) | Medalla de bronce  | Dos con timonel    |
| Campeonato Europeo |                           |                    |                    |
| Año                | Lugar                     | Medalla            | Prueba             |
| 2024               | Szeged (Hungría)          | Medalla de plata   | Ocho con timonel   |